# Ectopleura minerva
Ectopleura minerva är en nässeldjursart som beskrevs av Mayer 1900. Ectopleura minerva ingår i släktet Ectopleura och familjen Tubulariidae. Inga underarter finns listade i Catalogue of Life.